# Championnats de Jordanie de cyclisme sur route
Les championnats de Jordanie de cyclisme sur route sont organisés afin de déterminer les champions nationaux jordaniens. L'édition 2025 est à la première à bénéficier d'une reconnaissance officielle par l'UCI. 

## Hommes

### Podiums sur route
| Année | Vainqueur        | Deuxième         | Troisième          |
| ----- | ---------------- | ---------------- | ------------------ |
| 2008  | Fareeh Qandah    | Osama Al-Shafei  | Ibrahim Ibabneh    |
| 2010  | Jaber Abu Karaki |                  |                    |
| 2011  | Fareeh Qandah    | Jaber Abu Karaki | Mohamed Abu Karaki |
| 2022  | Majid Abu Harrah | Ismail Al-Hamoud | Momen Al-Rijal     |
| 2025  | Majid Abu Harrah | Moemen Al-Rijal  | Mohammad Almayyas  |

### Podiums du contre-la-montre
| Année | Vainqueur        | Deuxième           | Troisième        |
| ----- | ---------------- | ------------------ | ---------------- |
| 2020  | Amin Abbas       | Ahmed Hamama       |                  |
| 2022  | Raslan Musleh    |                    | Momaen Al-Rahbal |
| 2025  | Majid Abu Harrah | Mohammad Al Mayyas | Moemen Al-Rijal  |

## Femmes

### Podiums sur route
| Année | Vainqueur        | Deuxième        | Troisième        |
| ----- | ---------------- | --------------- | ---------------- |
| 2011  | Hanadi Al-Abbadi | Naseeba Hussein | Abeer Al-Hayari  |
| 2013  | Samah Khaled     | Razan Sobh      | Yasmine Al Taher |
| 2014  | Razan Sobh       | Samah Khaled    | Maryam Khaled    |
| 2025  | Samah Khaled     | Mai Alnsour     | Asma Hatoqai     |

### Podiums du contre-la-montre
| Année | Vainqueur      | Deuxième      | Troisième      |
| ----- | -------------- | ------------- | -------------- |
| 2020  | Najoum Krishan |               |                |
| 2022  | Anoud Ahmed    | Karina Othman | Maryam Shaaban |